# 蛇行動
蛇行動（だこうどう）は、鉄道車両における自励振動現象である。主として直線部を高速で走行するときに、車体や台車、車軸などが垂直軸まわりの回転振動（ヨーイング）を起こす現象であり、上から見て蛇がくねって進むような運動をするため蛇行動と呼ばれる。発生した場合、乗り心地の悪化、軌道や台車・車体への損傷、影響が大きい場合は脱線事故を引き起こすこともあり、とりわけ高速化にあたっては本現象への対策が重要である。
また、本稿では蛇行動を抑制するヨーダンパ等の機構についても解説する。

## 発生の機構

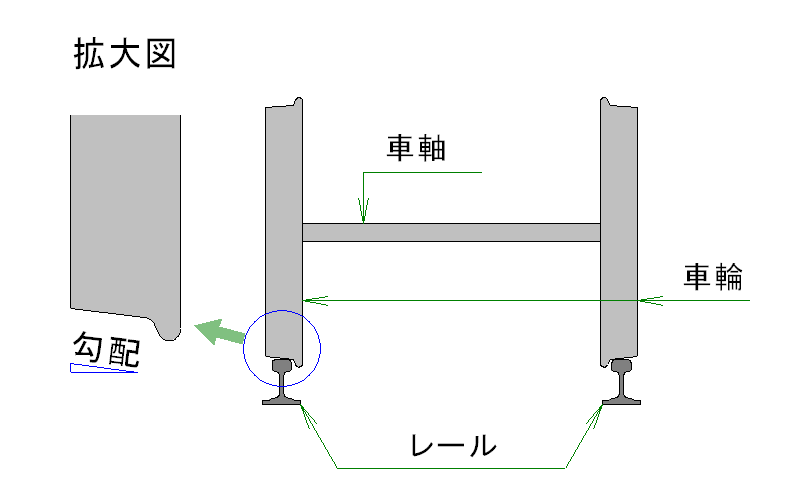
車輪の踏面勾配

鉄道車両の車輪は円筒形ではなく円錐形のような勾配を持った形状となっており、車輪のフランジ側（内側）の直径は大きく、外側の直径は小さくなっている。このような勾配を車輪踏面勾配と呼ぶ。
また、超低床電車のような車両を除き、鉄道車両では左右の車輪は車軸により固定され繋がる構造となっている。この車輪と車軸の一組を輪軸と呼ぶ。これらの特徴により、輪軸が直線の軌道を転がるときは、輪軸がレールの片側に寄った場合に定位置に戻る復元力を得、曲線を転がるときは自動車のようなステアリング操作無しにレールに沿って曲がる機能を発揮する。このような働きを輪軸の自己操舵機能と呼ぶ。しかし、踏面勾配による自己操舵機能は輪軸に左右動を引き起こす原因ともなる。すなわち、輪軸がどちらかのレールに偏った場合、それを戻そうとする復元力の働きにより、中立位置を超えて反対側のレールに偏り、さらにまた逆向きの復元力が作用するといった繰り返し運動が発生することとなる。動きとしては、左右変位とヨーイング回転の振動が連成して現れるものとなり、上から見て蛇がくねって進むような運動をするため蛇行動と呼ばれる。

2軸台車の蛇行動

実際の鉄道車両では、輪軸は単体ではなく車体-台車-輪軸という連結構造となっている。このように輪軸は台車に対して拘束されているため、通常の走行速度内では、蛇行動は台車・車体の質量や輪軸に対するサスペンションにより吸収・抑制されている。しかし車両の走行速度を上げていくと、蛇行動を発生させる輪軸を動かす力である車輪・レール間のクリープ力などの影響が、輪軸を拘束しようとする力を上回り蛇行動が発生するようになる。さらに、輪軸、台車、車体は、ばねやダンパー、すり板のような剛性要素、減衰要素、摩擦要素などによって連結されているため、それぞれの動きは相互に影響を及ぼす。このため、輪軸単体での蛇行動のみならず、台車の蛇行動、車体の蛇行動も発生する。蛇行動が発生する箇所に応じて、輪軸蛇行動、台車蛇行動、車体蛇行動と呼ばれる。車両の諸元、装備により蛇行動に対する安定性は異なり、高速走行を行う車両では蛇行動の安定性に配慮して設計される。この蛇行動に対する安定性のことを走行安定性とも呼ぶ。

## 蛇行動の解析

### 1輪軸の蛇行動特性

#### 幾何学的蛇行動

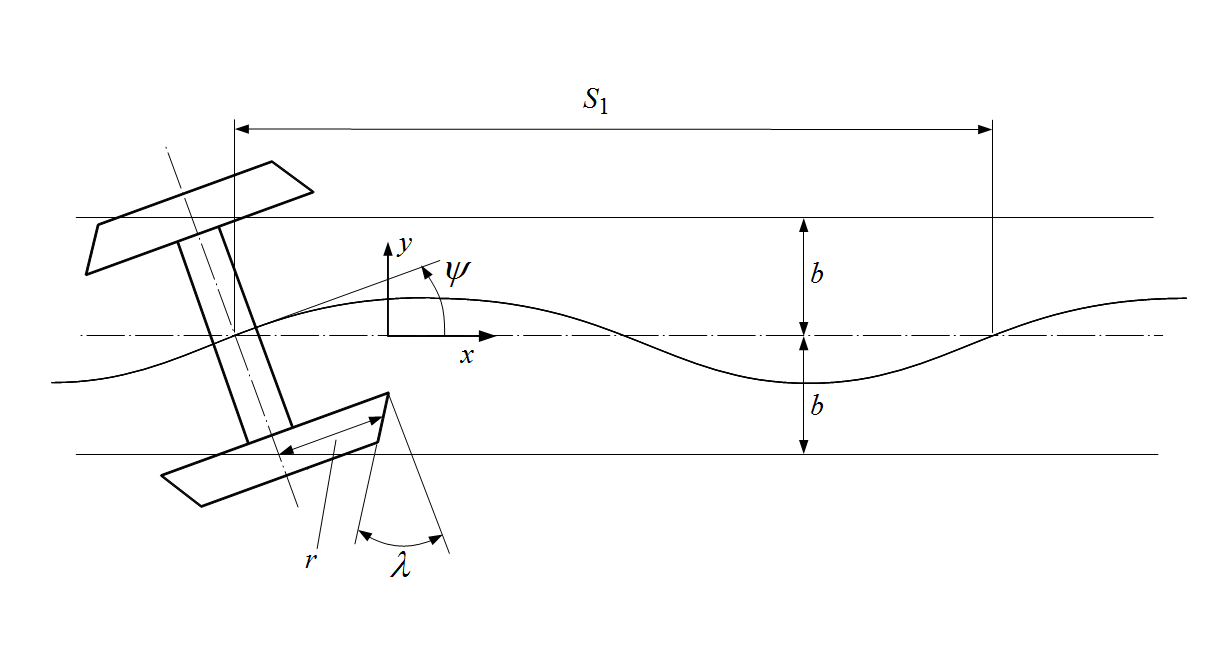
1輪軸の幾何学的蛇行動モデル

蛇行動の基本的特性を考えるために、単体の輪軸がレールに沿って転がっている場合を考える。さらに、この輪軸の慣性を無視して車輪がレールに対して滑らないという仮定を置いて輪軸の動きを解析する。走行速度が非常に低い場合がこの仮定条件に近い。このような前提の輪軸の蛇行動を輪軸の幾何学的蛇行動と呼び、蛇行動の特性を考える上での基礎となる。
上記で説明した通り、車輪の踏面に勾配が存在する場合、輪軸が中立位置から偏ったとき、左右の車輪で回転半径が異なる。今、輪軸が一定の回転速度{\displaystyle {\dot {\theta }}}で転がっているときに右側に横変位{\displaystyle y}が発生したとする。このとき右側車輪の前進速度{\displaystyle V_{R}}と左側車輪の前進速度{\displaystyle V_{L}}は以下のようになる。
{\displaystyle V_{R}={\dot {\theta }}(r+\lambda y)\ ,\ V_{L}={\dot {\theta }}(r-\lambda y)} … (1)
ここで、{\displaystyle r}:中立位置(両車輪で半径差が無くなる位置)での車輪半径、{\displaystyle \lambda }:踏面勾配である。さらに、輪軸のヨーイング回転速度{\displaystyle {\dot {\psi }}}は、両側車輪の速度差と次のような関係がある。
{\displaystyle {\dot {\psi }}=-{\frac {V_{R}-V_{L}}{2b}}} … (2)
ここで、{\displaystyle b}:中立位置での左右車輪接触点間隔の1/2（≒軌間の1/2）である。(2)式に(1)式を代入し、{\displaystyle {\dot {\psi }}}は次のように表すことができる。
{\displaystyle {\dot {\psi }}=-{\frac {{\dot {\theta }}\lambda }{b}}y=-{\frac {V\lambda }{rb}}y} … (3)
ここで、{\displaystyle V}：中立位置での車輪前進速度で、輪軸全体の前進速度でもある。
また、輪軸の左右変位速度{\displaystyle {\dot {y}}}とヨーイング角{\displaystyle \psi }
は次のような関係がある。
{\displaystyle {\dot {y}}=V\sin \psi } … (4)
{\displaystyle \psi }を微小として近似すると、
{\displaystyle {\dot {y}}\fallingdotseq V\psi } … (5)
(5)式の両辺を時間微分して(3)式を代入すると、次のような1輪軸の幾何学的蛇行動における左右変位の運動方程式が得られる。
{\displaystyle {\ddot {y}}+V^{2}{\frac {\lambda }{rb}}y=0} … (6)
(6)式は正弦波による振動を表すので、その固有角周波数{\displaystyle \omega }は
{\displaystyle \omega =V{\sqrt {\frac {\lambda }{rb}}}} … (7)
となり、輪軸の幾何学的蛇行動の波長{\displaystyle S_{1}}は{\displaystyle V}によらず一定となり、以下の式により表すことができる。
{\displaystyle S_{1}=2\pi {\sqrt {\frac {br}{\lambda }}}} … (8)
(8)式は1883年にクリンゲル(Klingel)によって初めて与えられた。波長が小さいほど振動が激しくなることから、「小さな車輪半径」「狭い軌間」「大きな踏面勾配」は蛇行動を増長させることがわかる。

#### 慣性、弾性支持を考慮する場合

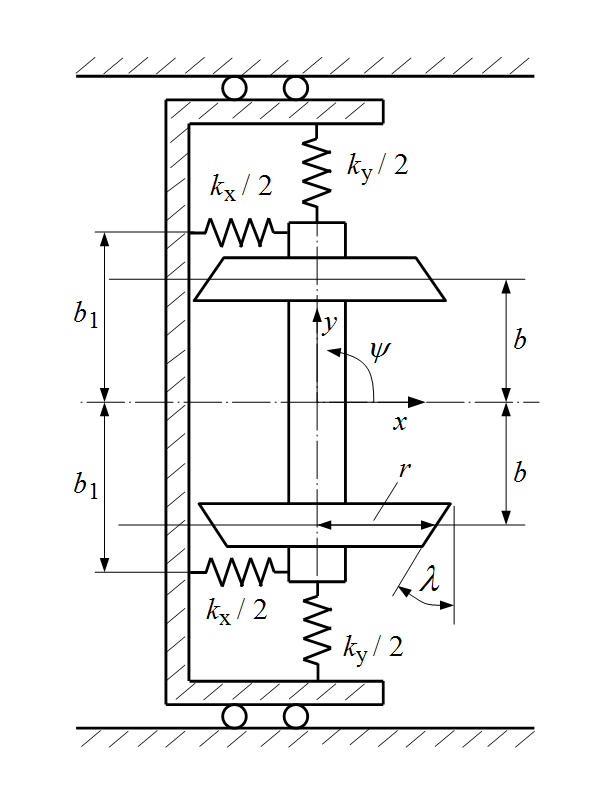
弾性支持された1輪軸モデル

実際の輪軸は支持剛性が与えられており、ある程度の限界速度までは蛇行動は抑制されている。台車と輪軸の連結構造は、輪軸に軸受を挿入し、その上に軸箱が乗り、軸箱と台車枠がコイルばねや支持ゴムで繋がる構造が取られる。このような物体の慣性、要素間の剛性なども考慮した実際的な車両運動の解析においては、車輪・レール間のクリープ力も考慮して運動方程式を求める必要がある。蛇行動は主に左右振動・ヨーイング振動に関する現象なので、解析においては1輪軸の左右、ヨーイング方向に関する運動方程式が最も基本となる。そこで右図のような、輪軸と常に一定距離を保ち並走するような固定端を想定し、これに弾性支持された1輪軸が一定速度{\displaystyle V}で前進する場合を考える。解析を容易にするために輪軸の動きは小さいと考え、この場合の運動方程式は以下のようになる。
{\displaystyle m{\ddot {y}}+2{\frac {\kappa _{22}}{V}}{\dot {y}}+k_{y}y-2\kappa _{22}\psi =0} … (9)
{\displaystyle mi^{2}{\ddot {\psi }}+2\kappa _{11}{\frac {b^{2}}{V}}{\dot {\psi }}+2\kappa _{11}{\frac {b\lambda }{r}}y+k_{\psi }\psi =0} … (10)
ここで、{\displaystyle m}:輪軸質量、{\displaystyle i}:輪軸のヨーイング回りの慣性半径、{\displaystyle k_{\psi }}:輪軸に対するヨーイング剛性、{\displaystyle k_{y}}:輪軸に対する左右支持剛性、{\displaystyle b}:中立位置での左右車輪接触点間隔の1/2、{\displaystyle r}:車輪平均半径、{\displaystyle \lambda }:踏面勾配、{\displaystyle \kappa _{11}}:縦クリープ係数、{\displaystyle \kappa _{22}}:横クリープ係数である。図のような前後支持剛性が与えられている場合は{\displaystyle k_{\psi }}は以下のようになる。
{\displaystyle k_{\psi }=k_{x}b_{1}^{2}} … (11)
ここで、{\displaystyle k_{x}}:輪軸に対する前後支持剛性、{\displaystyle b_{1}}:輪軸の前後支持点の左右間隔の1/2である。
(9)、(10)式は、解析を簡単にするために輪軸の動きは小さいと前提を置き、以下のように簡略化を行い導出される。
- 踏面勾配は一定とする。
- 輪軸のローリング角の影響は無視する
- 左右車輪の接触角度差の影響は無視する
- スピンクリープによる力は無視する

また、(9)、(10)式において、慣性と剛性を無視すれば({\displaystyle m=0}、{\displaystyle k_{x}=k_{y}=0})、(3)、(5)式が得られ、幾何学的蛇行動の運動方程式と一致する。
蛇行動が発生し出す限界の速度である蛇行動限界速度は、(9)、(10)式において縦クリープ係数と横クリープ係数は等しい({\displaystyle \kappa _{11}=\kappa _{22}=\kappa })とし、その上にさらに近似化をして以下の式が得られる。
{\displaystyle v_{c}=S_{1}{\sqrt {\frac {b^{2}f_{y}^{2}+i^{2}f_{\psi }^{2}}{b^{2}+i^{2}}}}} … (12)
{\displaystyle f_{y}={\frac {1}{2\pi }}{\sqrt {\frac {k_{y}}{m}}},\quad f_{\psi }={\frac {1}{2\pi }}{\sqrt {\frac {k_{x}b_{1}^{2}}{mi^{2}}}}}
ここで、{\displaystyle v_{c}}:蛇行動限界速度、{\displaystyle S_{1}}:幾何学的蛇行動波長(=(8)式)である。(12)式より、蛇行動限界速度を大きくして高速でも蛇行動を発生させないためには、幾何学的蛇行動波長を大きくすることの他に、輪軸の質量・慣性半径(=慣性モーメント)を小さくすること、輪軸の支持剛性を大きくすることが有効であることが分かる。

### 2軸単台車の蛇行動特性

#### 剛台車の幾何学的蛇行動
実際の鉄道車両は1軸では成り立たず、ボギー台車のように台車に輪軸が拘束される構成が取られる。台車蛇行動の基本的特性を考察するために、2つの輪軸が台車に剛に取り付された単体の台車を想定する。このような台車を剛台車と呼び、1916年にカーター(Carter)により、以下のような剛台車の左右、ヨーイング方向に関する運動方程式が導かれた。
{\displaystyle m_{B}{\ddot {y}}+4{\frac {\kappa }{V}}{\dot {y}}-4\kappa \psi =Y} … (13)
{\displaystyle m_{B}i_{B}^{2}{\ddot {\psi }}+4\kappa {\frac {b^{2}+a^{2}}{V}}{\dot {\psi }}+4\kappa {\frac {b\lambda }{r}}y=G} … (14)
ここで、{\displaystyle m_{B}}:台車質量、{\displaystyle i_{B}}:台車のヨーイング回りの慣性半径、{\displaystyle b}:中立位置での左右車輪接触点間隔の1/2、{\displaystyle r}:車輪平均半径、{\displaystyle \lambda }:踏面勾配、{\displaystyle \kappa }:クリープ係数(縦クリープ係数=横クリープ係数)、{\displaystyle a}:台車内の2つの輪軸間距離(軸距)の1/2、{\displaystyle Y}:左右方向外力、{\displaystyle G}:ヨーイング回りの外力である。輪軸単体の場合と同様に、この台車が慣性力を無視してレールに対して車輪が滑らないという仮定の下により解析される剛台車蛇行動を、台車の幾何学的蛇行動と呼ぶ。上式の慣性、外力の項を無視することで幾何学的蛇行動の運動方程式が得られ、以下のような台車の幾何学的蛇行動の波長{\displaystyle S_{2}}が得られる。
{\displaystyle S_{2}=2\pi {\sqrt {\frac {br}{\lambda }}}{\sqrt {1+{\frac {a^{2}}{b^{2}}}}}=S_{1}{\sqrt {1+{\frac {a^{2}}{b^{2}}}}}} … (15)
すなわち、蛇行動を長周期化して影響を抑えるには、長い軸距が有効である。台車を持たず車体と輪軸が直接連結する二軸車の場合は、軸間距離を車体内の2つの輪軸間距離と置き換えればよい。

#### 輪軸弾性支持台車の場合
実際の台車では、曲線通過などを考慮して輪軸は台車に対してある程度の柔らかさを持った剛性で支持されていることが一般的である。このような輪軸を弾性支持する単台車の蛇行動波長{\displaystyle S_{3}} は、小柳による近似式などがある。台車、輪軸の慣性を無視する前提で以下のような式となる。
{\displaystyle S_{3}=S_{1}{\sqrt {1+{\frac {a^{2}}{b^{2}}}(1-\delta )}}} … (16)
{\displaystyle \delta ={\frac {1-\sigma Z}{1+Z^{2}}},\quad \sigma =(2p-3)\beta ^{2},\qquad Z=\beta K^{p}}
{\displaystyle \beta ={\frac {b}{a}},\quad p=1+{\frac {k_{\psi }}{k_{\psi }+k_{y}a^{2}}},\quad K={\frac {1}{2\kappa b^{2}}}{\frac {k_{\psi }k_{y}a^{2}}{k_{\psi }+k_{y}a^{2}}}{\frac {S_{1}}{2\pi }}}
ここで、{\displaystyle k_{\psi }}:1輪軸に対するヨーイング剛性、{\displaystyle k_{y}}:1輪軸に対する左右支持剛性である。(16)式の近似式の適用条件としては、左右車輪接触点間隔が軸距の半分程度以下({\displaystyle \beta =b/a<0.5})であることを前提としている。式の形より、輪軸を弾性支持する単台車の蛇行動波長は、1輪軸の幾何学的蛇行動波長と剛台車の幾何学的蛇行動波長の間となる。

### より実際の蛇行動解析
実際の鉄道車両では、車体-台車-輪軸が相互に連結された構造となっている。そのため、比較的単純なモデルを考えたとしても、車両の運動方程式は10自由度以上となる。なおかつ各要素間は、線形な弾性支持だけでなく、粘性減衰要素や摩擦要素などによる結合となる。そのため、代数的な取扱いで解を求めることは不可能となる。代わりの方法として、コンピュータを用いた数値解析による手法を用いて車体の最適な諸元を求めることができる。具体的には、固有値解析によるものと時刻歴シミュレーションによるものがある。
車両の運動に関わる非線形要素を無視あるいは線形近似を行い、線形の運動方程式が得られる場合は、特性方程式を立てて固有値を求めることで、その系の安定性を判別することができる。自由度が多い場合は解析的に固有値を求めるのが困難になるため、ヤコビ法やQR法のような数値解析により行列の固有値を求める。得られた固有値の実部が安定性を表し、虚部が固有振動数を表す。ある速度を与えたときの固有値の実部が、負であればその速度で安定となる。
また、クリープ力の飽和やフランジ接触、ばね、ダンパの非線形特性、ストッパ接触のような非線形要素を設定して走行安定性を求めたい場合は、それらの要素を含んだ非線形運動方程式を立て、数値積分により時刻歴応答を得る手法が取られる。車体、台車、輪軸の動きを時刻歴に出力することで蛇行動の発生有無を確認できる。

## 曲線通過性能との関係

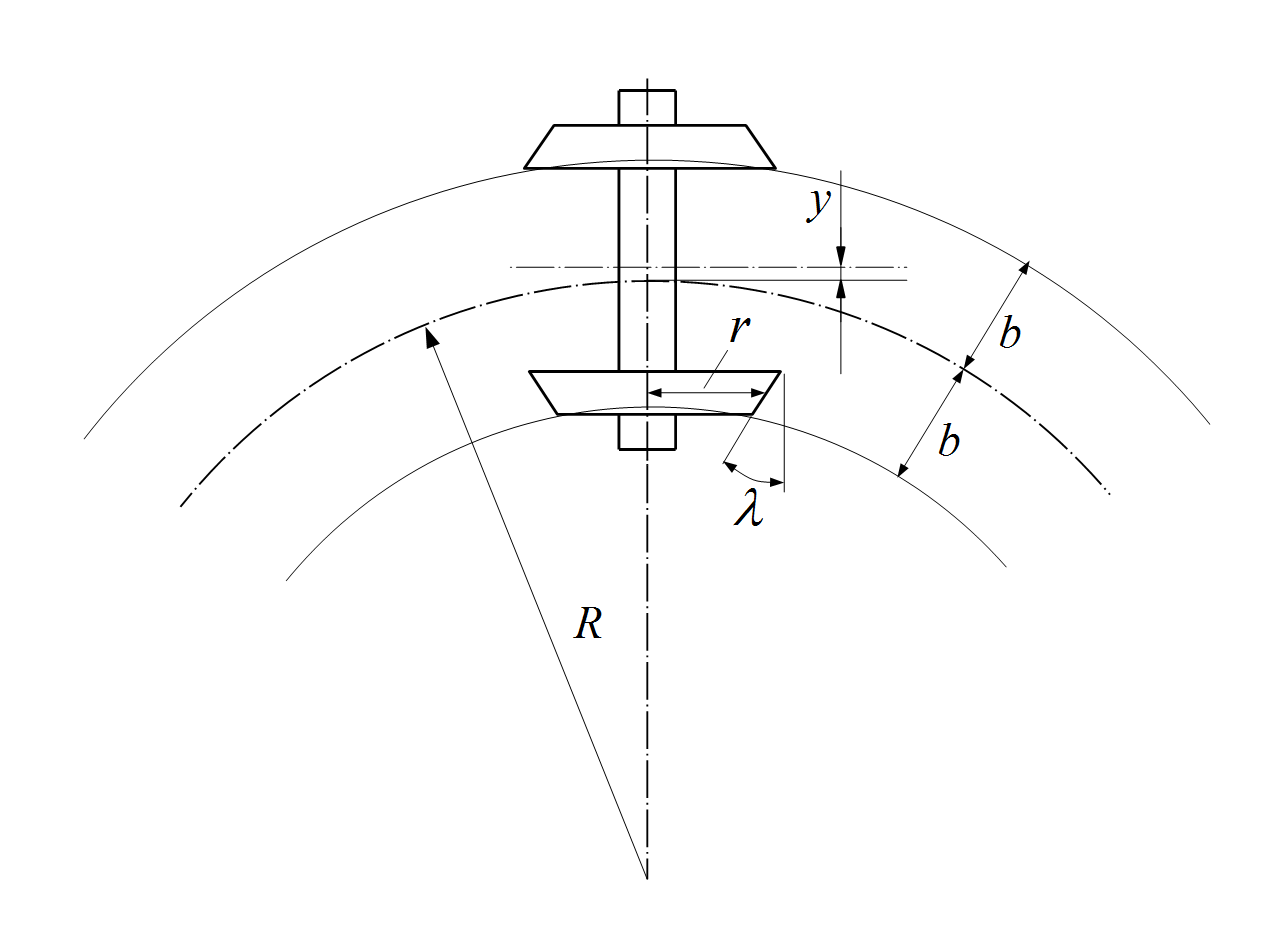
曲線通過時の1輪軸の踏面勾配による左右変位

曲線を円滑に曲がる性能と蛇行動に対する安定性の実現は相反することが知られている。そのため、実際の車両は、蛇行動を抑えるだけでなく、曲線通過性能とのバランスを考慮して諸元が決められる必要がある。
幾何学的蛇行動と同じく車輪単体がレールに対して滑らずに旋回する場合を考えると、輪軸の軌道中心からのずれは以下の式で表される。
{\displaystyle y={\frac {rb}{R\lambda }}} … (17)
ここで、{\displaystyle y}:輪軸の中立位置からの左右変位、{\displaystyle R}:曲線の曲率半径である。蛇行動の解析と同様に、実際の輪軸は台車に支持され、慣性は無視できず車輪・レール間にはすべりが発生するので、実際の変位量とは異なるが、曲線通過性能の基本的特性を理解するのに重要である。
(17)式によると「大きな車輪半径」「広い軌間」「小さな踏面勾配」「小さな曲線半径」ほど、輪軸の左右変位{\displaystyle y}が大きくなる。しかし車輪の幅は有限なので、当然ながら{\displaystyle y}が大きくなれば車輪がレールから外れて脱線してしまう。このような脱線を防ぐため、車輪にはフランジと呼ばれるつばが線路の内側ついている。普段の走行ではフランジ遊間と呼ばれる輪軸中立位置でのフランジとレールの隙間以内で走行するが、フランジ遊間を超えてレールに対して車輪が大きく左右変位したときはフランジがレールに接触して車輪を案内する構造となっている。しかし、フランジが接触しながらの走行は、振動・乗り心地の悪化やフランジ・レールの摩耗による交換メンテナンス負荷増大などを招くため望ましくない。また、フランジ接触を起こすような急曲線では、スラックと呼ばれる曲線の円滑通過のための軌間の拡大が行われるが、広げ過ぎると危険となるので大きくは取れない。
以上のような理由から、曲線通過時にフランジ接触を起こさずに円滑な通過を実現するためには、輪軸左右変位{\displaystyle y}を小さくしてフランジ遊間以下とするのが望ましい。(17)式によると{\displaystyle y}を小さくするには「小さな車輪半径」「狭い軌間」「大きな踏面勾配」が望ましいが、(8)式からわかるように、このような条件は同時に蛇行動を増長させる。このように曲線通過性能と蛇行動安定性に対する要求は相反する。実際の車両では、蛇行動の解析と同様に弾性支持や粘性減衰・摺動摩擦による抵抗などの影響もある。車両諸元における相反性をまとめると以下のようになる。
| 車両諸元     | 蛇行動安定に有利な特性 | 曲線通過に有利な特性 |
| ------------ | ---------------------- | -------------------- |
| 台車回転抵抗 | 大                     | 小                   |
| 軸箱支持剛性 | ある程度大             | 小                   |
| 踏面等価勾配 | 小                     | 大                   |
| 軸距         | 大                     | 小                   |

## 蛇行動への対策
蛇行動は車輪の踏面勾配により起因し、前述した特性値により一定の波長を持つことから、走行速度が高いほど振動速度が大きくなり、しばしば高速化の障害となる。また、曲線区間においては、踏面勾配による復元力に比べ、作用する遠心力が大きいことから問題になることは少なく、主として直線区間において問題となる現象である。車両運動の数値解析や台車回転試験など利用した検証により、蛇行動を抑えることそのものは大きな問題とならなくなっている
。しかし上記のように蛇行抑制と曲線通過性能の確保は相反することが多く、これらの両立は未だに課題である
。以下、蛇行動への対策について記す。

### 踏面勾配の適正化
蛇行動を引き起こす原因は車輪の踏面勾配による復元力であるため、高速列車においては踏面勾配を小さく取ることが対策の一つとして有効である。日本においては、在来線車両の踏面勾配は1/20が標準であるのに対し、高速運転が前提の新幹線車両では1/40を標準としている。しかし、いたずらに踏面勾配を小さくすると曲線抵抗が大きくなる（曲線区間の通過が困難になる）などの問題もあるため、最小曲線半径に応じた適切な値を取ることが望ましい。
車輪踏面は走行時のレールとの摩擦により徐々に摩耗し、踏面形状が変化してしまう。このため車輪の新製時には問題がなくても、踏面摩耗により蛇行動安定性が悪化して蛇行動が発生するようになる場合がある。例えば、踏面に凹摩耗へこみが1mm程度でも、車輪・レール間の接触点が不連続に移り変わるため蛇行動誘発の原因となるときもある。摩耗による踏面形状は、長期的な踏面摩耗の結果、踏面はレールとなじんだ形状になり形状変化が落ち着くようになる。修正円弧踏面と呼ばれるJR在来線で標準的に使用されている踏面形状は、この最終的になじんだ形状と新製時形状を近づけることで摩耗による踏面の形状変化を緩和させることを1つの観点として設計されている。

### 輪軸支持剛性の適正化

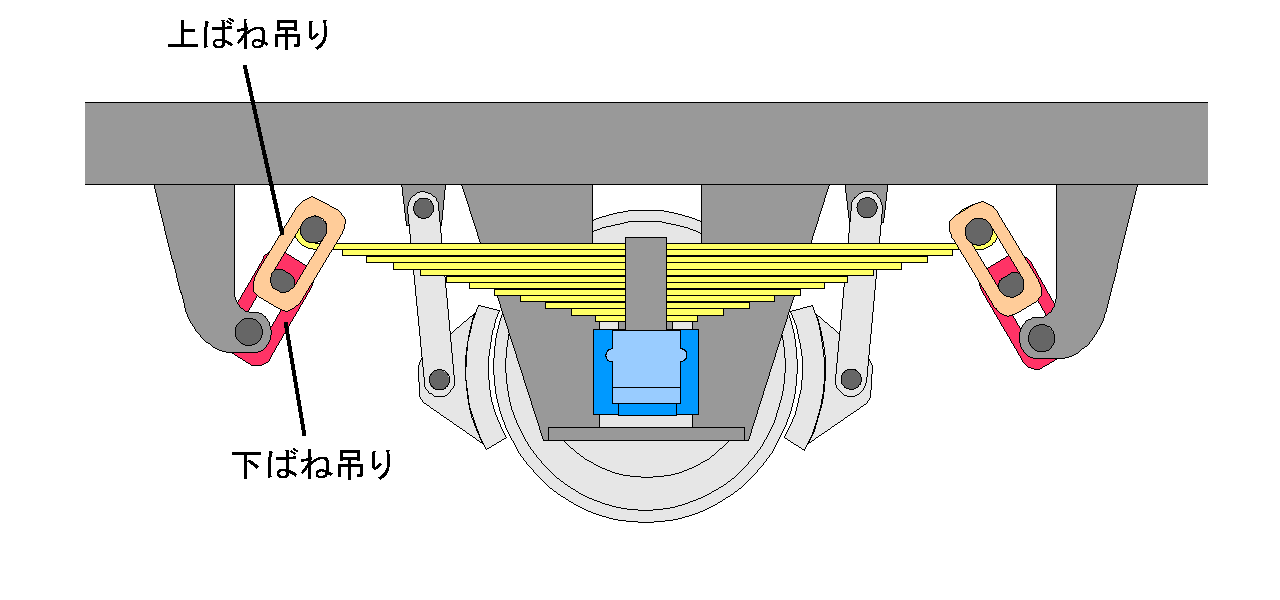
2段リンク方式。横方向のばねを柔らかくすることで、低い速度で車体蛇行動の領域を通過させ限界速度を向上している。

実際の輪軸においては、前後方向や左右方向に対して完全拘束ではなく、弾性的に支持されている。このばね定数を適切に選定することにより、不安定となる速度を使用しない超高速領域に設定する方法や、逆に不安定領域を低い速度に設定し、高速域での振動を抑えるなどの方策がある。二軸車における2段リンク方式は後者の例である（右図）。
軸箱支持装置に軸箱守（ペデスタル）方式を用いている場合、摩耗により支持部にガタが発生しやすく、1軸蛇行動の原因となることが多い。このため、耐摩耗性に優れた材料を用いるとともに、定期的な保守が必要である。円筒案内式による軸箱支持装置はこの欠点を改良したもので、ガタが発生しにくい構造となっている。

### 台車回転抵抗の適正化
台車と車体の結合部において、車体・台車間のヨーイング回転に対する適切な抵抗を与えることで、台車の蛇行動を抑制する機構が設けられている。台車の車体支持形式の違いにより以下の2つの方法がある。

#### ボルスタアンカ・側受
枕ばり（ボルスタ）付きのボギー台車では、心皿と呼ばれる部分を中心に台車枠と枕ばりが回転し、側受と呼ばれる部分が車両を支えて台車回転時に摺動する構造となっている。この側受に適切な摩擦力を発生させて、蛇行動に対する抵抗を発生させている。車体と枕ばり間の回転はボルスタアンカーにより拘束されるが、取付部に適切な剛性のゴムブシュを使用することで回転剛性を与えることができる。すなわち、直線走行時の回転変位が小さいときには、ボルスタアンカゴムブシュによる大きな剛性で台車の蛇行動を抑制し、曲線通過時に大きく台車が回転しようとするときには、側受の摩擦力を越えて枕ばりが滑ることで台車が回転できるような仕組みである。後述のヨーダンパ付きボルスタレス台車が開発される以前は、高速車両には必須の装置とされていた。最初の新幹線用車両である0系でも本構造が採用されている。
この方式の欠点としては、雨水や摺動面の荒れにより側受の摩擦力が変動して走行性能が安定しない点などがある。一方の長所としては、側受・枕ばりを装備しない台車であるボルスタレス台車と異なり台車の回転角が空気ばねの許容変位に制約されない点などがある。現在のもので、空気ばねは通常100mm程度まで前後方向に変位できるものが一般的である。
右図は、ダイレクトマウント式のボルスタ付台車の構造を示すもので、2次ばねが枕ばり-台車枠間に配置され、ボルスタアンカ・側受が車体-枕ばり間に配置されるインダイレクトマウント式と呼ばれるものもある。ボルスタアンカ・側受の機能はいずれにしても同じである。ボルスタアンカ・側受構造のさらに詳細な説明についてはボルスタアンカーの記事なども参照のこと。

#### ヨーダンパ
ダンパの一種であるヨーダンパは、蛇行動抑制のために車体と台車に接続されるものである。台車の左右両側に配置して、ヨーイングによる両側で逆位相の前後振動を減衰させる。上記のような側受構造を持たない、ボルスタレス台車に主に用いられる。ダンパはその特性から、速い動きにのみ抵抗し、ゆっくりした動きにはあまり抵抗しない。この特性により、曲線部における台車のゆるやかな回転は許容しつつ、高速振動である蛇行動のみを抑制する機構である。
右図はヨーダンパの役割を模式的に示したものである。ボルスタレス台車においては、台車の回転は空気ばねの変形により行われる。とくに抑制機構のない場合は、空気ばねの減衰特性のみにより蛇行動に抵抗することとなる。一方、ヨーダンパは車体と台車の前後方向を拘束するように取り付けられる。台車は曲線通過時に回転しなければならないため、ヨーダンパ自体は伸縮を許容する構造となっているが、その伸縮部は高速振動を減衰させる機構を有しており、蛇行動を抑制する効果を発揮する。
ヨーダンパ採用による高速車両用ボルスタレス台車は、フランスのTGVで初めて実用化された。日本においては、新幹線や特急形車両のほか、最高速度120km/h（JR東日本では130km/h）以上の近郊形電車を中心に採用されている。上記の通り、ボルスタアンカ・側受構造の代わりとして開発されたものなので、通常ボルスタレス台車に装備されるものだが、特殊な事例としては近鉄21000系電車のように、ボルスタアンカー付きの台車にヨーダンパを装着している例も存在する。また、新幹線E6系電車では、新幹線区間に加えて、曲線が多く曲線半径も小さい在来線区間を走行するため、減衰力切替式のヨーダンパを装備し、在来線区間を走行する際は減衰力を低減させて曲線通過性能の向上を図っている。
通常のヨーダンパは台車-車体間で機能・配置されるものだが、新幹線のような高速車両では、編成の車体間にもヨーダンパが装備される場合がある。通常のヨーダンパと区別して車体間ヨーダンパと呼ばれる。車体ヨーイング振動をさらに低減させる効果を発揮する。日本においては、新幹線500系電車で初めて採用された。

### 左右独立車輪
蛇行動を引き起こさない輪軸構造として、左右独立車輪の研究がなされている。しかしながら、自己操舵機能を持たないことから、片方のレールや車輪が偏摩耗するなどの問題もあり、本格的な採用には至っていない。近年の路面電車では左右独立車輪の採用事例が増えているが、その目的は蛇行動対策ではなく低床化である。

## 研究の歴史

### 鉄道黎明期
自己操舵機能を得るための車輪踏面勾配による左右振動は鉄道の歴史の初期から認識されてきた。1821年のジョージ・スチーブンソンの著作の中で、1輪軸の蛇行動の発生原理の説明が既になされている。世界で最初の実用的な蒸気機関車を用いた鉄道であるイギリスのリバプール・アンド・マンチェスター鉄道においても、客車の固定軸距が非常に短く、酷い蛇行動揺れが発生していたという評判であった。二軸車の曲線通過性能の悪さを克服するために、19世紀前半にかけてボギー台車が発明され広まっていく。初期のボギー台車は非常に短い軸距構造となっていたが、1850年代には軸距が広げられ蛇行動安定性も向上した。また、この頃の台車の設計は、車軸と台車の結合に過度な自由度が存在する場合に蛇行動が顕著になる経験から、車軸は台車枠に対して固く結合することが一般であった。

### 理論的基礎の確立
蛇行動の数理的解析については、1883年、クリンゲル(W. Klingel)は幾何学的な輪軸の運動解析を行い、1輪軸の幾何学的蛇行動波長を導出した。その後、1916年、 車輪・レール間に作用する力を考慮した初めての現実的な運動モデルとそれによる機関車の蛇行動解析に関する論文が、イギリスのカーター(F. W. Carter)によって発表された。この論文の中でカーターは車輪・レール間に作用する力としてクリープによる接線力を導入し、車輪の踏面勾配とクリープによる接線力が結びつくことで動的な不安定性が生み出されることを示した。カーターは引き続き1920年から1930年にかけて運動解析の論文を発表し、機関車の車軸配置が蛇行動特性に与える影響などを発表する。例えば、ホワイト式車輪配置が4-6-0の機関車では、構造の非対称性により前進と後進で蛇行動限界速度が異なることなどを指摘している。
19世紀にかけて、エドワード・ラウスによる安定性判別法（今日では制御理論分野におけるラウス・フルビッツの安定判別法として知られる）などのシステムの安定性解析理論が発達してきた。これらの理論の発達は飛行機のフラッター現象の解明などに応用されていく。カーターも、上記の研究の中でラウスの安定判別法を車両の運動解析に応用して蛇行動安定性解析を達成している。このようなカーターの働きにより鉄道車両の運動解析における理論的な基礎が確立された。その一方で、当時の職業鉄道技術者らは経験的な機械工学による設計手法を行ってきており、カーターが取り入れたような理論的手法に通じていなかった。理論結果を裏付ける実験的な基礎の不足もあり、カーターの成果は鉄道工学の中に広がりを見せず、その後20年間ほどの間は運動解析の面で特筆すべき進歩は僅かとなった。

### 軸箱支持剛性の影響
カーターの研究では、台車枠と輪軸が剛結合している台車モデルにより解析されていた。しかし実際の台車枠と輪軸は相対動きを許容するため何らかの非剛的な結合がされている。このような台車枠 - 輪軸間の剛性のことを軸箱支持剛性と呼ぶが、軸箱支持剛性が蛇行動特性に与える影響の研究について、以下のように、第二次世界大戦後の日本とイギリスにより主立って進められた。
1946年から1957年にかけて、日本国有鉄道（国鉄）により貨車の速度向上の試みがなされた。この二軸車の貨車は、低い速度でも蛇行動が発生することが問題とされていた。この過程で、鉄道技術研究所の松平精により、航空工学のフラッター理論に基づく運動解析と、車両の1/10スケールモデルの実験によって蛇行動の研究が進められた。この研究の中で、蛇行動は自励振動の一種であり、レールの不整のような外的要因が無くても発生し得ることが示された。松平によれば、この頃の古くからの日本の鉄道技術者たちは、蛇行動の原因は蛇行動曲がりと呼ばれるレールの正弦波形の軌道狂いにより発生するものという説を主張していた。松平の研究が浸透する内に、このレールの軌道狂いを原因とする説は姿を消していった。また、この研究で用いられた車両のスケールモデルによる実験は、レールに相当する回転円盤上に車両を設置して走行する模型車両を定置で模擬・実験するもので、回転円盤を用いた定置形式の車両走行試験の始まりでもある。松平の研究は最初は日本語で発表されたこともあり欧米では良く知られなかったが、ウィッケンス(A.H. Wickens)の著作によると、松平の研究が走行安定性に対する輪軸支持剛性の効果の最初の研究としている。松平は、上記の研究を基に、1951年に蛇行動防止のための2段リンク式走り装置を開発し、後の二軸貨物車の速度向上に貢献している。また、回転円盤を使用した車両試験台は、1/10スケールモデルから1/5スケールモデル用へ発展し、さらには実車を乗せることができるサイズの試験台も開発され、共に初代新幹線用台車の蛇行動試験に用いられ、新幹線の開発に貢献した。日本における蛇行動の研究については、鉄道車両の台車史#日本における多様化についても参照のこと。
1960年代前半、イギリス国鉄は、上記の日本国有鉄道と同じように二軸貨車の速度向上の試みを進めていたが脱線発生の増加に悩まされていた。イギリス国鉄はこの問題を解決するため航空産業の技術者だったアラン・ウィッケンス(Alan H Wickens)を採用し、彼が率いる研究チームが結成され、以降は理論、実験の両面からの精力的な研究が進められた。1963年に同研究所のキング(B. L. King)により、続く1965年同研究所のポーレイ(R. A. Pooley)により実車スケールの実験で蛇行動限界速度、振動モードの測定が成され、理論予測と実験の比較もなされている。ウィッケンスは、解析モデルの中で輪軸支持剛性に注目し、輪軸と車体(あるいは台車)間に左右剛性とヨーイング剛性を導入する設計手法を考案する。その後、この考え方の車両モデルは同研究所のブーコック(D. Boocock)により曲線通過解析への応用がなされ、蛇行動特性と曲線通過特性を統一的に扱うための2輪軸と台車間のせん断剛性、曲げ剛性という考え方が考案される。これらの研究成果は、イギリス国鉄の1969年から1975年の高速貨車計画のHSFVシリーズ(en:High Speed Freight Vehicle)の開発へと反映されていく。

### 非線形性の影響
1955年には、UIC（国際鉄道連合）で新設されたORE（Office for Research and Experiments）により、蛇行動の数理解析問題のコンペティションが開かれた。二軸車を対象とした最も優れた蛇行動解析を決めるもので、蛇行動問題に関心のある研究者を探し出すことが目的でもあった。受賞は、1位：アルジャリア大学のPossel教授、2位：アルストム社のBoutefoy技師、3位：日本国有鉄道の松平の解析で、いずれも問題への完全な回答はなされなかったが将来性を考慮して受賞が決められた。
UICの研究コンペティションの問題条件では、特に非線形性や車輪踏面の摩耗の問題を強調していた。1962年からの日本の新幹線試験走行でも、顕著な台車蛇行動を記録し、ダイレクトマウント方式による側受摩擦抵抗と車輪フランジのレール衝突という2つの非線形特性に起因する蛇行動の可能性が認識された。
その後1960年代から1970年代にかけて、コンピュータパワー向上の恩恵を受けて、多くの自由度を持ち非線形性も取り扱う車両運動シミュレーションが発達していった。

### 高速鉄道の発達
蛇行動の存在は鉄道の高速化を阻害してきた要因の一つである。1955年にはフランス国鉄が電気機関車による時速331km/hの世界記録を達成したが、この時の走行は脱線直前の危険な状態であった。走行後の軌道は左右に大きく変形し、蛇行動の発生が原因の一つと考えられている。
一方、日本では上記の松平らの研究を中心として蛇行動の研究が進み、1950年代後半頃から計画された新幹線の開発にもこれらの成果が投入された。1964年には日本で営業最高速度200km/hで東海道新幹線が開業する。ヨーロッパでも高速鉄道の技術が高まり、1981年にはフランスのTGVが、1991年にはドイツのICEが開業する。蛇行動抑制のためのヨーダンパもTGV車両で初めて実用化され、日本でも1992年に運用が開始された新幹線300系電車でヨーダンパを装備したボルスタレス台車が採用され、高速鉄道用ボルスタレス台車の実用化も達成された。
2013年時点で、車両運動の数値解析や台車回転試験など利用した検証により、蛇行動を抑えることそのものは大きな問題とならなくなっている。時速515km/hを記録した1990年のTGVの試験走行においても走行安定性は問題なかったと報告されている。しかし蛇行抑制と曲線通過性能の確保は相反することが多く、これらの両立は鉄道車両設計の課題の1つとされている。